# دکلان دریسدیل
دکلان دریسدیل (انگلیسی: Declan Drysdale؛ زادهٔ ۱۴ نوامبر ۱۹۹۹) بازیکن فوتبال است.
از باشگاه‌هایی که در آن بازی کرده‌است می‌توان به باشگاه فوتبال کاونتری سیتی اشاره کرد.